# Chromalveolata
I cromalveolati (Chromalveolata) sono un super-gruppo di eucarioti proposto da Thomas Cavalier-Smith per la prima volta nel 1981. Viene considerato uno dei sei super-gruppi più importanti degli eucarioti, e può essere considerato un "super-regno"; ha una classificazione tassonomica formale dal 2004 come sottoregno dei Chromista, e dal 2005 viene utilizzato come perfezionamento del dominio Eukaryota costituendone uno dei suoi 6 super-gruppi. Comprende organismi biconti che hanno preso un cloroplasto attraverso un'endosimbiosi secondaria con un'alga rossa.

## Classificazione
Il super-gruppo Chromalveolata include quattro suddivisioni fondamentali:
- Stramenopiles
- Alveolata

e ad essi sono avvicinati due gruppi di alghe:
- Haptophyta
- Cryptophyceae

L'ultimo gruppo però, secondo alcune interpretazioni genetiche che lo considerano come un phylum del sottoregno Chromalveolata, potrebbe far parte di un clade costituito dalle glaucofite e dai centroelidi, mentre nelle interpretazioni genetiche che lo considerano come una suddivisione del super-gruppo Chromalveolata, non pone ambiguità.
Sebbene molti sottogruppi come i ciliati e gli oomiceti abbiano perso la capacità di fotosintesi, la maggior parte sono in effetti autotrofi. Tutti i cromalveolati fotosintetici usano clorofilla a e c e molti usano pigmenti accessori.